# Swissair
La Swissair (nome ufficiale «Swissair» Schweizerische Luftverkehr-Aktiengesellschaft) fu dal 1931 al 2002 la compagnia aerea nazionale Svizzera. In seguito al fallimento della società di gestione SAirGroup, dalle basi della compagnia aerea regionale Crossair fu fondata la nuova compagnia di bandiera Swiss, che possiede parte della flotta e opera parte delle rotte della precedente Swissair.

## Storia

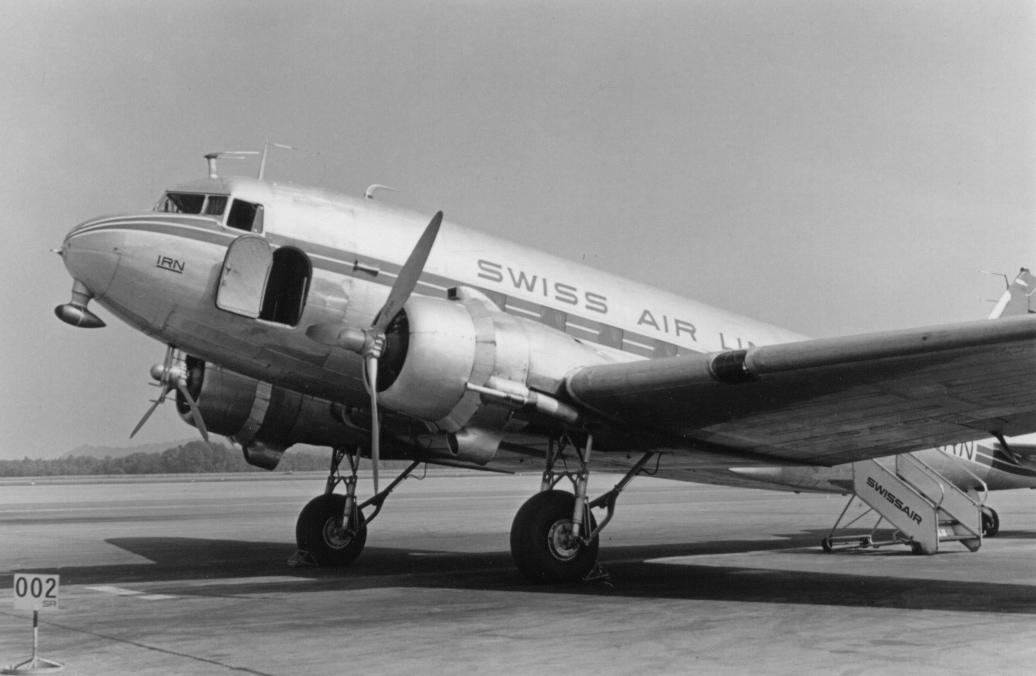
Douglas DC-3

### Nascita
Dopo gli attentati della Lufthansa nel 1931 fu creata la nuova compagnia aerea svizzera "Swissair", nata il 26 marzo 1931 dalla fusione retroattiva in data 1º gennaio delle società Ad Astra Aero (1919) e Balair (1925) grazie a Balz Zimmermann e al pioniere dell'aviazione svizzera Walter Mittelholzer. Durante il primo anno di esercizio furono assunte 46 persone, di cui dieci piloti, sette operatori radio e otto meccanici di bordo. Le operazioni di volo erano garantite solamente durante la stagione estiva (da marzo a ottobre). La lunghezza totale delle tratte era di 4.203 km.

### Una compagnia subito competitiva
Il 17 aprile 1932 Swissair acquistò due aeroplani del tipo Lockheed L-9 Orion e diventò la prima compagnia aerea europea ad utilizzare aeromobili statunitensi. L'Orion era il più veloce aeroplano del suo tempo: ben due volte più veloce di qualunque aereo della concorrenza, era persino più veloce di qualunque aereo da caccia. Esso fu utilizzato sulla «linea espresso» Zurigo - Monaco - Vienna.

### I primati
Nel 1934 furono consegnati a Swissair dei velivoli Curtiss Condor, sui quali furono messe in servizio, per la prima volta in Europa, delle hostess. Nelly Diener, conosciuta come prima assistente di volo europea, perse la vita dopo 79 voli durante lo schianto di un Curtiss Condor il 27 luglio 1934 nelle vicinanze di Wurmlingen.
Nel 1936 entrarono in servizio le prime macchine Douglas del tipo DC-2. Per la prima volta Londra entrò a far parte della rete di collegamenti. I voli furono garantiti anche di inverno. Nel 1937 fu acquistato e messo in servizio il modello Douglas DC-3.

### La guerra e il blocco
Il 27 agosto 1939 gli spazi aerei francese e tedesco furono chiusi. Qualche giorno dopo, Swissair interruppe le operazioni di volo. Durante la seconda guerra mondiale Swissair riuscì a mantenere attive un numero ridotto di rotte. Nel 1940 le operazioni furono trasferite all'aeroporto di Locarno in Canton Ticino a causa del rischio di invasione da nord.
Tuttavia, il servizio di volo fu interrotto definitivamente nell'agosto del 1944 a causa della distruzione di un aeromobile a Stoccarda durante un bombardamento americano.

### La ripresa

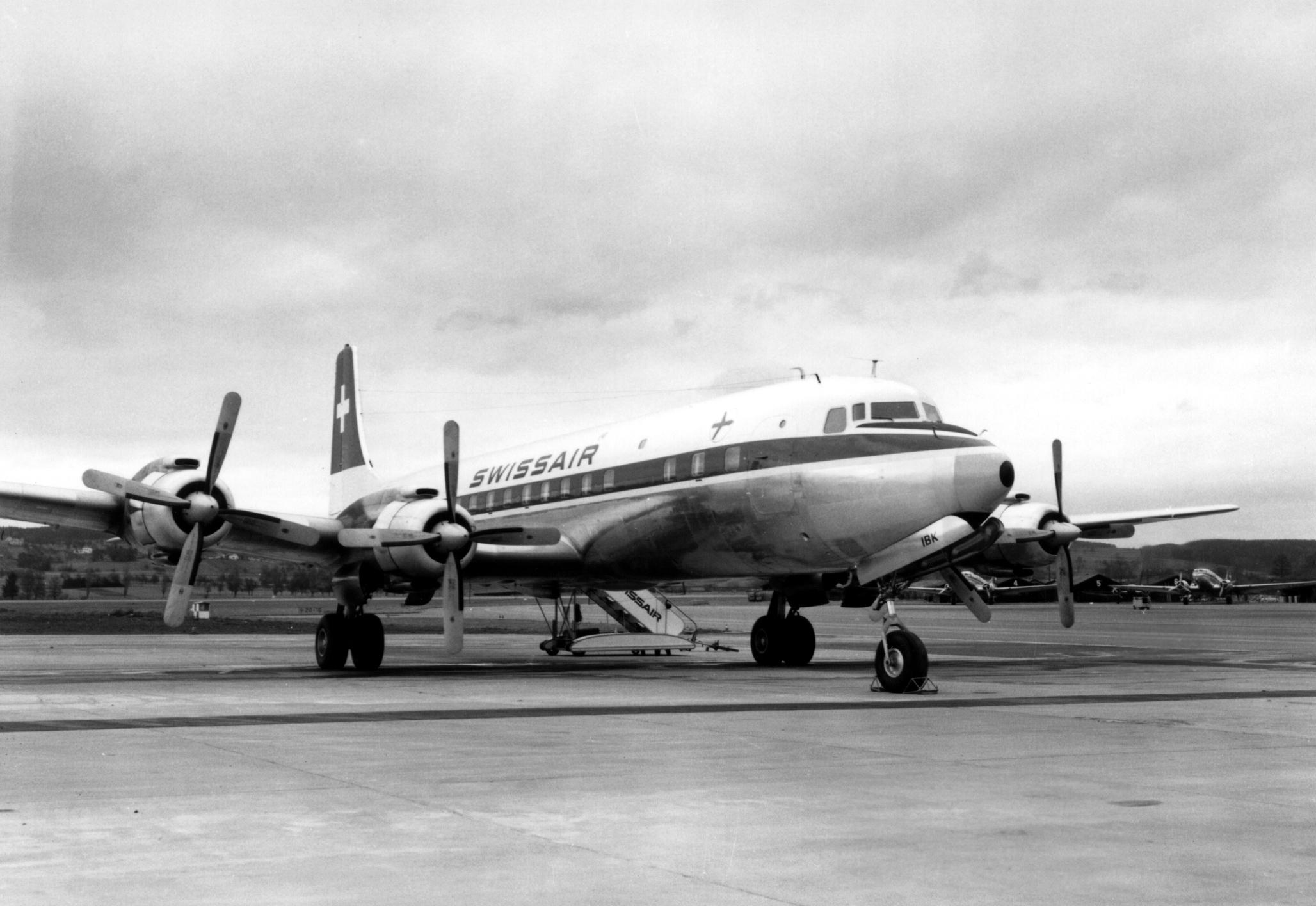
Douglas DC-7

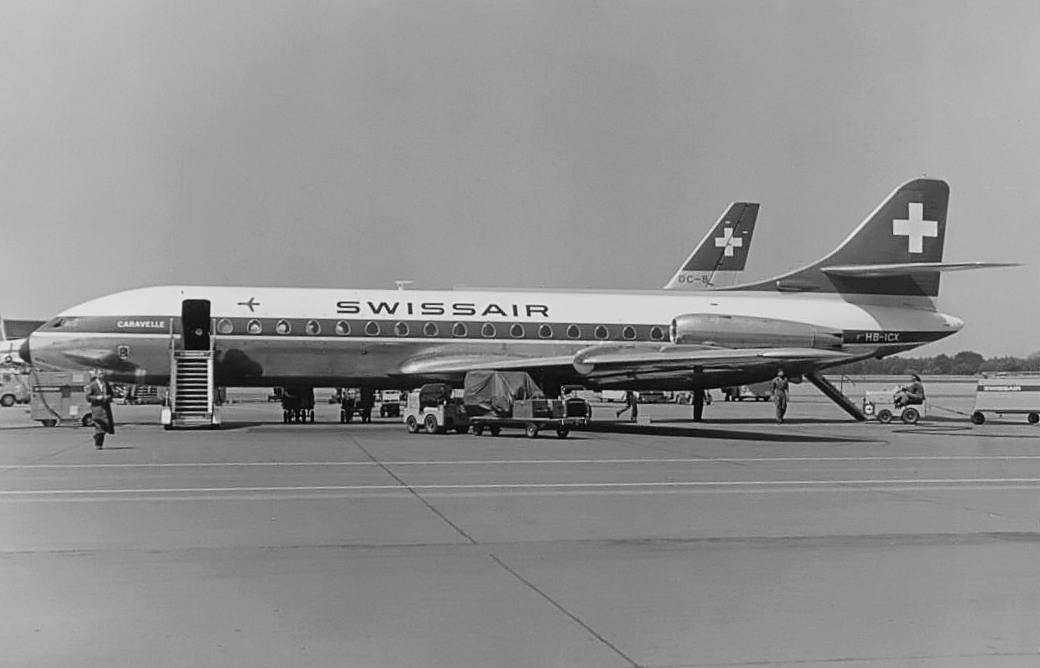
Caravelle

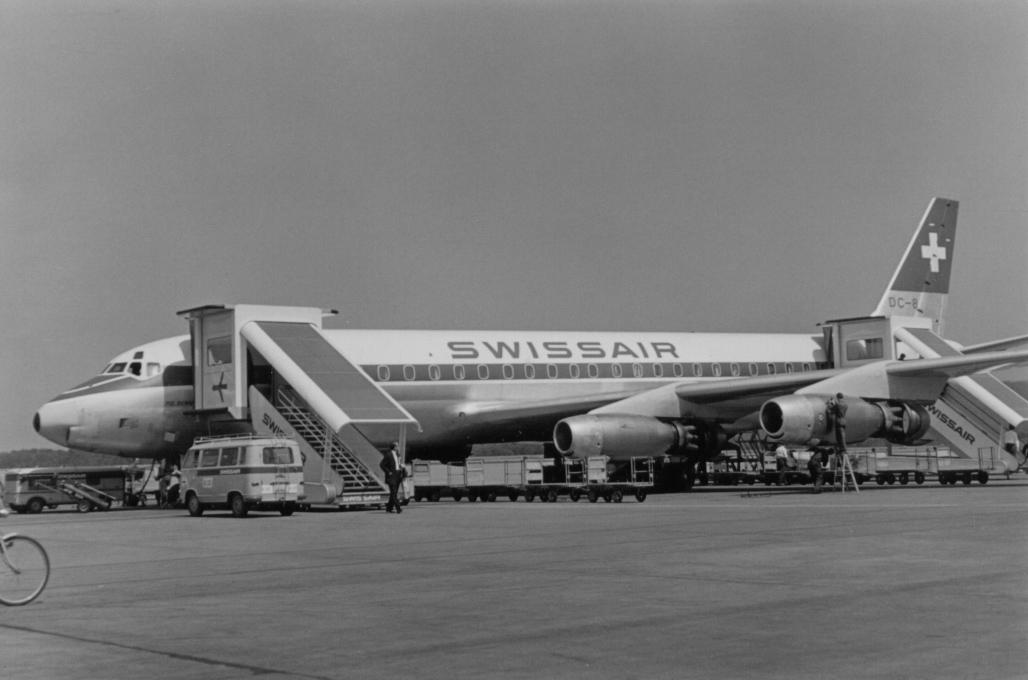
Douglas DC-8

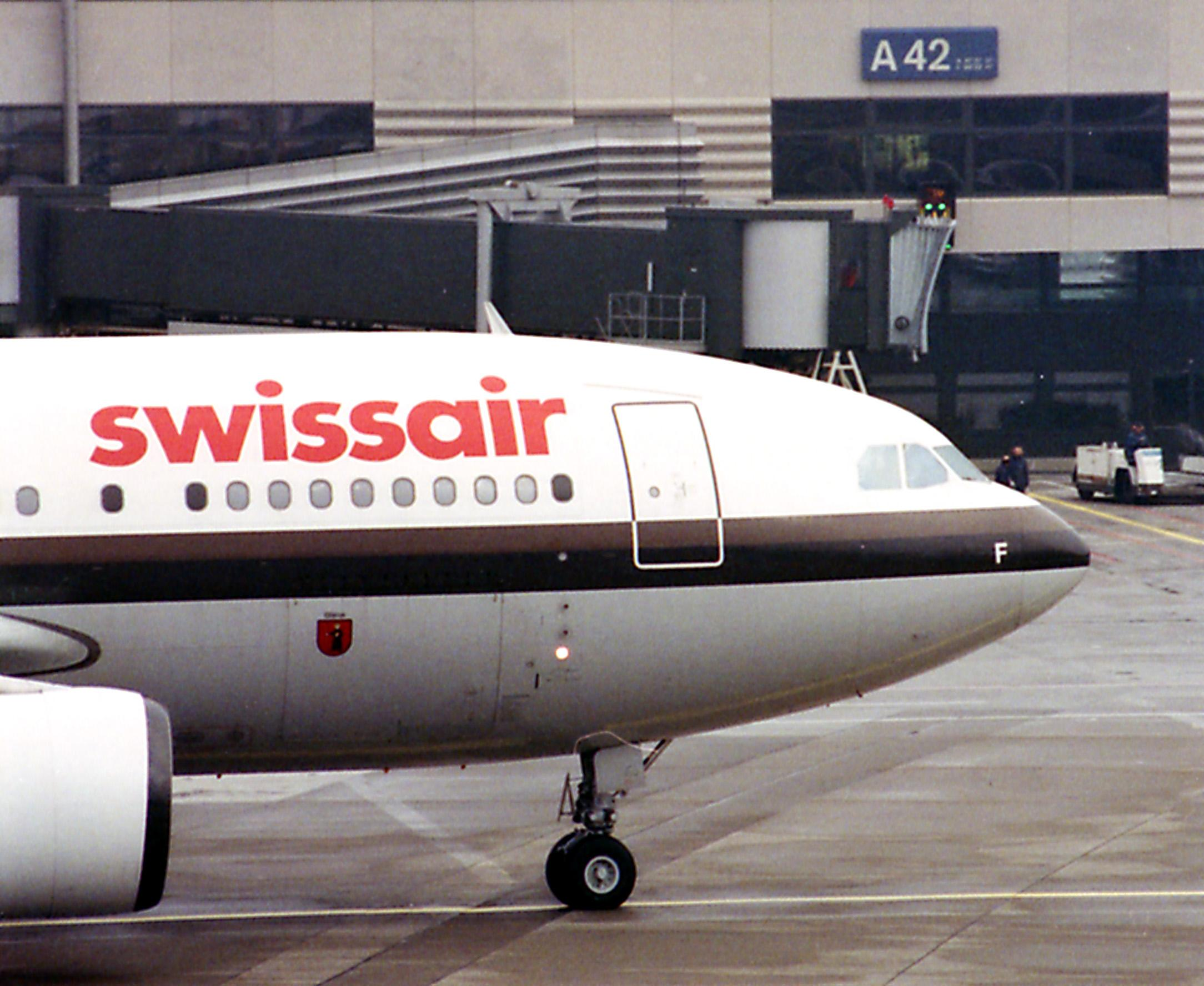
Airbus A310

Il 30 luglio 1945 Swissair poté riprendere le operazioni di volo.
Nel 1947 il capitale sociale fu alzato a 20 milioni di franchi svizzeri, operazione che rese possibile i voli a lungo raggio con destinazioni quali New York o l'Africa meridionale, con apparecchi Douglas DC-4. La Confederazione Svizzera acquistò il 30% del capitale azionario e finanziò l'acquisto di due nuovi Douglas DC-6B con un credito di 15 milioni di franchi svizzeri.
Nel 1948 l'aeroporto di Dübendorf fu abbandonato come base e Swissair si basò sul nuovo aeroporto di Zurigo-Kloten.
Nel 1949 la compagnia fu uno dei fondatori della "Société Internationale de Télécommunications Aéronautiques" (SITA).
Nel 1953, Swissair in collaborazione con la città di Basilea, fondò la società charter Balair.

### I primi accordi scandinavi
Nel 1958 fu stretto un accordo di collaborazione con la società aerea scandinava SAS. Le due compagnie acquistarono aeromobili Douglas DC-8 e alcuni Caravelle destinati alle tratte brevi.
Nel 1966 Swissair introdusse il DC-9 che divenne la spina dorsale delle tratte medio - corte.
Agli inizi del 1969 venne costituito con la KLM e la SAS (e più tardi anche UTA e Finnair) il cosiddetto accordo KSSU dall'iniziale delle compagnie che ne facevano parte. Questo contratto aveva lo scopo di una razionalizzazione del servizio in funzione dell'introduzione degli aeroplani di grossa taglia.
Nel 1971 fu introdotto il primo Boeing 747-200 (Jumbo) nella flotta. Subito dopo seguirono i primi DC-10 che negli anni novanta impersonificavano l'immagine della flotta a lungo raggio Swissair.
Swissair fu la seconda compagnia aerea a inserire la Cina nella sua rete (1975) e fu la prima a servire contemporaneamente due destinazioni: Pechino e Shanghai. Su queste tratte furono utilizzati dei Douglas DC-9-50, dei quali Swissair fu la prima utilizzatrice.
Nel 1977 Swissair fu la prima compagnia a introdurre il Douglas DC-9-80. 
Nel 1978 fu creata una seconda compagnia charter: la "Compagnie de Transport Aérien", conosciuta meglio come CTA. Più tardi, le due sorelle charter si fusero, dando vita alla nuova società Balaircta.
Nel 1979 furono acquistati i primi Airbus A310-200 e A310-300 così come dei Boeing B747-300.
L'A310 fu il primo ad essere concepito per un equipaggio di due persone. La costruzione dei due modelli fu possibile proprio grazie all'ordinazione di Swissair. Anche del Fokker 100 Swissair fu la prima "cliente".
Nel 1980 il DC-9 fu sostituito in parte dal MD-81 che divenne la spina dorsale della rete a corto - medio raggio.

### Ulteriori primati
Seguendo l'esempio di altre compagnie, nel 1983 Swissair introdusse la business class; fu la fine delle operazioni di volo con solo due classi (prima e turistica).
A partire dagli anni sessanta, la Swissair portò avanti lo sviluppo del Sistema di Riservazione Computerizzato (CRS). Il PARS e il CARIDO erano già a disposizione dei passeggeri. Nel 1987 Swissair fu membro fondatore del sistema di prenotazione mondiale GALILEO.

### La "banca volante"
La feroce crescita del mercato dell'aviazione degli anni sessanta permise a molte compagnie aeree di raggiungere alti guadagni. Swissair approfittò in questo periodo della sua immagine di compagnia di qualità e della possibilità (anche grazie alla neutralità della Svizzera) di raggiungere destinazioni esotiche (alcuni stati dell'Africa e l'Oriente). Inoltre la sua posizione geografica al centro dell'Europa ne favorì il successo.
A Swissair erano associate le tipiche caratteristiche svizzere: puntualità, sicurezza e qualità. Persino il più conosciuto critico della Swissair, il famoso giornalista d'aviazione Sepp Moser, scrisse in un articolo: «La Swissair era senza dubbio una delle migliori compagnie aeree del mondo, forse la migliore».
Con la liberalizzazione e la deregolamentazione del trasporto aereo degli anni ottanta, negli USA e più tardi in Europa aumentò la concorrenza tra le compagnie aeree. La concorrente principale di Swissair fu Crossair, fondata nel 1978. La Swissair investì, grazie alle sue alte riserve di liquidità, in molte attività secondarie legate al mercato dell'aviazione, come ad esempio nella gestione aeroportuale, nel catering, nella manutenzione e nei negozi duty-free. Il vantaggio di questa strategia fu la diversificazione delle attività e la riduzione dei rischi derivanti dal mercato aeronautico; pesanti svantaggi furono una forte diversificazione delle forze e la trascuranza dell'attività principale. La Swissair era soprannominata, alla fine degli anni ottanta, la «banca volante», termine che indicava in primo luogo le alte riserve di liquidità ma in secondo luogo il fatto che la società si occupava sempre più di gestione finanziaria invece che di aviazione.

### Le alleanze
In previsione dell'annunciata liberalizzazione del mercato aereo europeo, la Swissair si concentrò di nuovo con tutte le sue forze sulle operazioni di volo e nel 1989 allargò le sue alleanze: come prima compagnia europea strinse contratti di cooperazione con l'americana Delta Air Lines e con la Singapore Airlines nell'alleanza Global Excellence. Nel 1990 creò, insieme alla SAS, l'Austrian Airlines e la Finnair, l'alleanza europea Quality Alliance che fu la base del futuro Qualiflyer Group.
Nel 1990 molte compagnie accusarono perdite a causa della crisi mondiale, della Guerra del Golfo e dell'aumento dei costi delle operazioni. La guerra dei prezzi innescata dalla liberalizzazione peggiorò la situazione. La Swissair, malgrado i guadagni provenienti dalle attività secondarie, subì una perdita di 99 milioni di franchi svizzeri. Per la terza volta nella sua storia (dopo il 1951 e il 1961) non fu possibile pagare dividendi. Anche nel 1991 e nel 1992 fu necessario attingere da riserve per bilanciare le perdite delle operazioni di volo.
Dal 1º gennaio 1991 il mercato aereo in Europa fu liberalizzato e una aggressiva battaglia dei prezzi fu innescata tra le compagnie. Il popolo svizzero, tramite la votazione popolare del 1992 rifiutò l'adesione allo Spazio economico europeo. La Swissair subì gravi svantaggi rispetto ai concorrenti dello SEE: non avrebbe potuto caricare passeggeri durante gli atterraggi intermedi nella zona SEE e non avrebbe potuto operare tratte intraeuropee.
Sempre più compagnie aeree nazionali si unirono in alleanze per riuscire a servire i propri clienti nel mondo.
Era necessaria una certa grandezza e prestigio per stuzzicare l'interesse dei partner americani, ciò significava possedere un volume passeggeri sufficiente. In questo senso fu studiata una fusione di Swissair, KLM, SAS (ognuna al 30 %) e Austrian Airlines (10 %) conosciuta come Alcázar, ma questo progetto morì a causa di resistenze nazionali nei diversi paesi. In Svizzera fu contestato che la Swissair, avendo un patrimonio immobiliare maggiore, avrebbe dovuto possedere una percentuale più alta degli altri partner.

### La strategia Hunter
A causa del fallimento del progetto Alcázar la Swissair studiò dal gennaio 1994 altre opzioni strategiche.
Le seguenti strade con i relativi effetti furono prese in considerazione:
- la via solitaria (avrebbe portato a un ridimensionamento della Swissair)
- la collaborazione con una grossa compagnia aerea (avrebbe potuto compromettere in parte, o a lungo termine totalmente l'autonomia della Swissair)
- la creazione di un proprio grosso sistema di trasporto aereo (avrebbe significato un altissimo coinvolgimento finanziario e di personale)

Il consiglio di amministrazione decise per la terza opzione.
Il 4 maggio 1995 la Swissair acquistò il 49.5 % della belga Sabena per 260 milioni di franchi svizzeri, malgrado fosse risaputo che questa compagnia fosse fortemente indebitata. Dato che Bruxelles era uno scalo importante nell'Unione europea e che il partner Delta Airlines ne era interessato, l'hub fu fortemente migliorato.
Nel 1995 e 1996 il nuovo presidente del consiglio di amministrazione Philippe Bruggisser cominciò un programma di risparmio, per portare la Swissair di nuovo in utile.
Nel 1997 ci fu una grande trasformazione che portò alla creazione del gruppo SAir Group, di cui la Swissair divenne una delle tante controllate.
Con la nuova struttura fu messa in pratica dal 1998 anche la cosiddetta strategia Hunter: la creazione di un'alleanza sotto la guida di Swissair, preferibilmente composta da partner europei, dal partner Swissair Delta Air Lines e da piccole società nazionali con un forte mercato nelle proprie patrie. Lo scopo era di fare un passo avanti rispetto alle alleanze attuali e di collegare le società con dipendenze finanziarie. Il problema di questa alleanza fu che le grosse, sane società nazionali erano interessate a partenariati che non implicassero la dipendenza economica con grossi carrier e quindi le candidature arrivavano solo da società con problemi finanziari.
Nel marzo 1998 venne lanciata l'alleanza Qualiflyer di cui facevano parte alla fine del 1998 l'Austrian Airlines e le sue sorelle Sabena, Air Portugal, Turkish Airlines, AOM, Air Littoral e Crossair.
Le alleanze furono ampliate e l'italiana Gruppo Volare, la regionale francese Air Littoral e la tedesca LTU International ne fecero parte. I risultati positivi degli anni 1997 e 1998, dovuti anche alle attività parallele al volo e al risanamento degli anni precedenti, convinsero il consiglio di amministrazione a proseguire con la strategia.

### Il disastro di Halifax
Il 2 settembre 1998 si verificò la più grave tragedia nella storia della Swissair. Sulla tratta da New York a Ginevra il volo SR111, un MD-11 con immatricolazione HB-IWF, si schiantò nel mare nell'area di Halifax in Canada.
Le vittime furono 229. Le cause non furono mai precisamente chiarite. Con molta probabilità, lo schianto fu dovuto ad un incendio provocato da un cortocircuito tra alcuni cavi nella zona posteriore alla cabina di pilotaggio, dovuto al surriscaldamento del server del nuovo impianto di intrattenimento di bordo. L’incendio si propagò rapidamente in virtù della presenza di materiali infiammabili in quella sezione dell’aereo. L'inchiesta canadese dichiarò alla fine che i piloti non avrebbero mai avuto nessuna possibilità di evitare la tragedia.

### La crisi
Il primo passo indietro della strategia Swissair fu il cambio di strategia di Delta Air Lines, che, a causa della liberalizzazione fu messa strettamente sotto pressione, decise di operare voli a buon mercato dagli Stati Uniti all'Europa. Avrebbe utilizzato i propri mezzi e avrebbe creato un proprio Hub. Nell'ottobre 1999 Delta ruppe l'alleanza con Swissair, Sabena e Austrian Airlines, e si associò ad Air France creando l'alleanza SkyTeam alla quale fu vietato a Swissair di collaborare.
Swissair si concentrò sulla sua strategia e investì oltre. Dal 1999 al 2000 furono rilevate partecipazioni nelle francesi AOM e Air Liberté, l'italiana Air Europe, la polacca Polskie Linie Lotnicze LOT e l'africana South African Airways.
Sotto la pressione del governo belga, Swissair aumentò la sua quota di Sabena all'85%. Oltre a ciò furono acquistate partecipazioni dalle portoghesi TAP e Portugália. La maggior parte di queste società erano bisognose di risanamenti, perciò il prezzo d'acquisto era necessario come capitale di risanamento.
A metà del 2000 le previsioni indicarono che a causa di questi acquisti, la perdita di Swissair per i successivi anni sarebbe stata fra 3,25 e 4,45 miliardi di franchi svizzeri. Il management intraprese immediatamente delle classiche misure di risparmio, il consiglio di amministrazione votò per un risanamento dell'LTU per un importo di circa 500 milioni di franchi. Inoltre, vennero discussi dei piani per la partecipazione in Alitalia.
Nell'estate del 2000 il CEO Philippe Bruggisser fu messo per la prima volta sotto pressione pubblica, dato che la stampa rese pubblico il critico stato finanziario del gruppo. La perdita giornaliera di Swissair e Sabena ammontava a un milione di franchi, un altro milione era perso dalla LTU e dalle partecipazioni francesi.
Il consiglio di amministrazione cercò vie di uscita degli accordi. La Swissair avrebbe dovuto interrompere le partecipazioni estere. Nel gennaio 2001 Moritz Suter, il fondatore di Crossair, fu nominato nuovo CEO di SAirLines. Dopo soli 44 giorni, Suter si tirò indietro.
Nel marzo 2001 furono mostrati al consiglio d'amministrazione due studi che mostravano il reale stato finanziario del gruppo. Il consiglio d'amministrazione diede le dimissioni.

### Sviluppo e insolvenza
In marzo Mario Corti fu nominato presidente del consiglio di amministrazione e ad interim CEO di SAir Group.
Nell'aprile del 2001 annunciò una perdita annuale di 2,885 miliardi di franchi svizzeri. Fu messa in piedi una task force allo scopo di studiare degli scenari di risanamento della situazione finanziaria del gruppo e di sviluppare sinergie tra Swissair e Crossair. La catena di hotel Swissôtel fu venduta per circa 410 milioni di franchi svizzeri allo scopo di poter risarcire i crediti alle banche. Nell'estate del 2001 furono cedute le partecipazioni di AOM e Air Liberté, le due maggiori fonti di perdite.
La Swissair cercò di cedere due delle società sorelle parallele al volo, ma gli attentati terroristici dell'11 settembre fecero fallire questo tentativo. Gli attentati portarono alla più grande crisi del mercato aereo e causarono una svalutazione di tutte le attività.
Il 17 settembre 2001 Corti dichiarò al dipartimento federale delle finanze che il gruppo SAir Group sarebbe stato insolvente agli inizi di ottobre e chiese una garanzia federale di circa un miliardo di franchi. Una settimana dopo fu presentato il progetto «Swiss Air Lines» che prevedeva una fusione tra Swissair e Crossair sotto la direzione del CEO di Crossair André Dosé con una forte riduzione della rete di destinazioni. Il 22 settembre Mario Corti informò il Consiglio federale che la liquidità di Swissair sarebbe presto esaurita ma quest'ultimo si espresse contro l'erogazione di una garanzia federale.
Nel fine settimana tra il 29 e il 30 settembre 2001 fu stilato sotto la regia delle due grandi banche svizzere UBS e Credit Suisse il progetto «Phoenix», che prevedeva l'acquisto delle azioni Crossair di SAir Group da parte delle banche stesse. La società sorella Crossair avrebbe acquistato, tramite un cosiddetto «reverse takeover», gli aeromobili, il marchio Swissair e altre attività del SAir Group. Tramite questi provvedimenti si sarebbe potuta creare una nuova compagnia aerea libera dagli obblighi finanziari in perdita.

### Il "grounding"
Il 1º ottobre 2001 fu presentato tramite una conferenza stampa il progetto Phoenix. Nelle riunioni tra le banche e la Confederazione fu deciso che le banche avrebbero trovato una soluzione nell'economia privata senza l'intervento dello Stato, anche se il Consiglio federale era pronto a stanziare la metà di un credito.
Il 2 ottobre 2001 la richiesta di liquidità si alzò parecchio, a causa della richiesta da parte dei fornitori del pagamento dei servizi in contanti e della chiusura delle fatture aperte. Le riserve di contanti di Swissair bastavano semplicemente a garantire i voli del mattino. Nel corso della mattinata i fornitori di carburante rifiutarono il rifornimento ad alcuni aeromobili. Le banche rifiutarono qualunque anticipo prima della firma dei contratti legali di vendita.
Alle 15:45 il CEO Mario Corti decise di interrompere le operazioni di volo. Uno dei maggiori simboli nazionali della Svizzera rimase a terra e con lui migliaia di passeggeri intorno al mondo. Alcuni equipaggi rimasero bloccati all'estero. Le loro carte di credito aziendali furono bloccate dalle banche e alcuni dipendenti dovettero utilizzare soldi propri per pagarsi gli alberghi. Inoltre, tutti i biglietti aerei emessi da Swissair divennero carta straccia.
Alla sera del 2 ottobre fu firmato l'atto Crossair. Il prezzo d'acquisto apparve il giorno seguente nel conto di SAirLines (non della Swissair), un giorno dopo al grounding.
Il 4 ottobre 2001 ebbe luogo a Basilea davanti alla sede dell'UBS una dimostrazione di più di 10.000 collaboratori e simpatizzanti che protestarono contro il grounding. Il giorno dopo un'altra dimostrazione ebbe luogo a Berna davanti al Palazzo federale.
Migliaia di clienti UBS abbandonarono la banca in segno di protesta verso il comportamento delle grandi banche.

### La fase di transizione

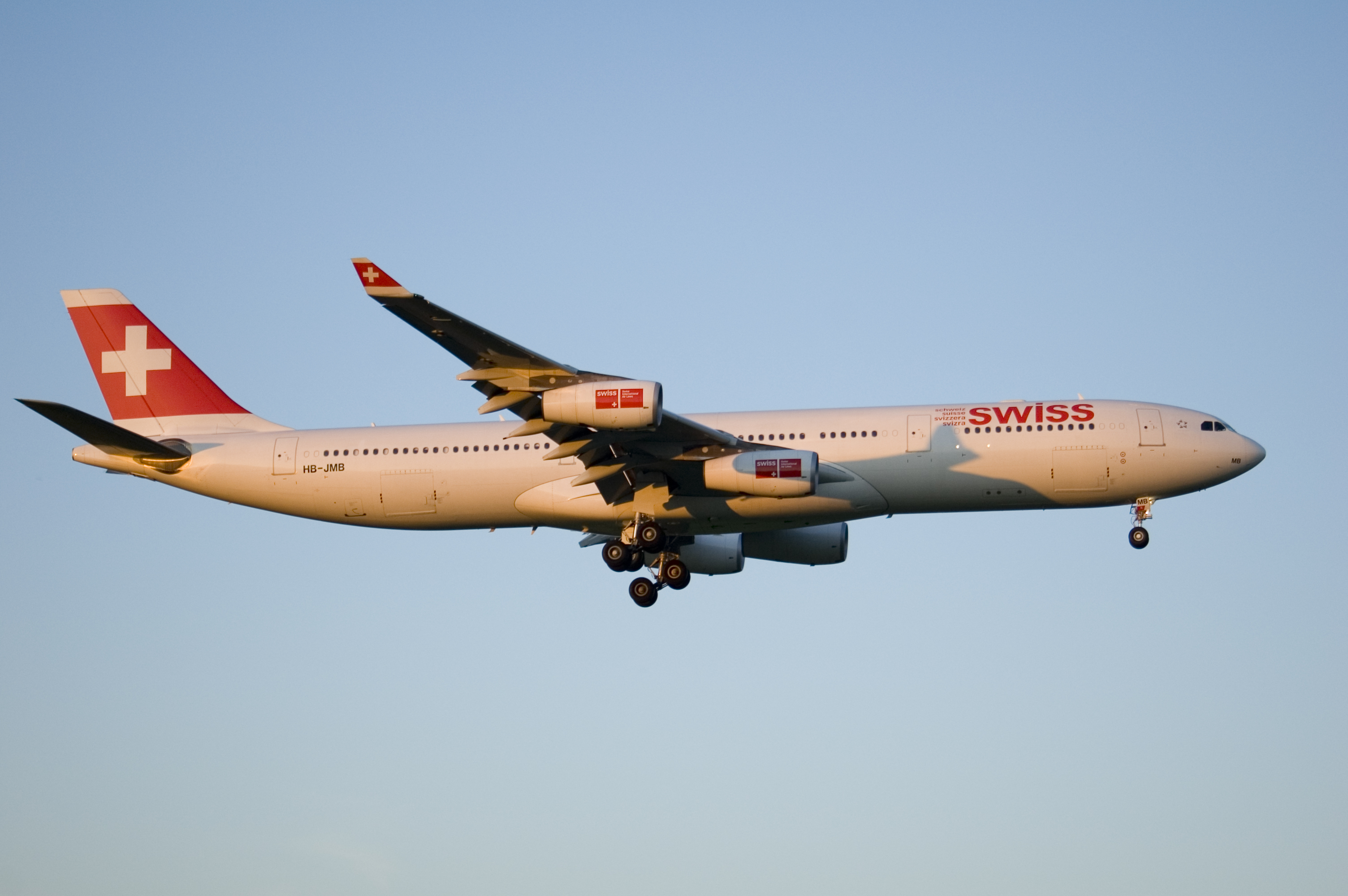
Un Airbus A340-300 della Swiss.

Il 5 ottobre venne stanziato un credito di emergenza dalla Confederazione di più di 450 milioni di franchi svizzeri allo scopo di riprendere le operazioni di volo su alcune tratte. Lo scopo di questo credito fu di salvaguardare la raggiungibilità del luogo economico Svizzera e di gettare le basi della creazione di una nuova compagnia aerea di bandiera, la Swiss.
Dopo un nuovo finanziamento a fondo perduto della Confederazione di circa un miliardo di Sfr, furono trasferiti 26 aeromobili a lungo raggio (McDonnell Douglas MD-11 e Airbus A330) oltre che 26 aerei corto raggio (Airbus A321, Airbus A320 e Airbus A319) alla Crossair/Swiss. Il 1º aprile 2002 atterrò a Zurigo l'ultimo aeromobile Swissair: l'SR145 da San Paolo.
Qui finì un capitolo lungo 71 anni della storia dell'aviazione svizzera. Tra il 1931 e il 2002 Swissair trasportò più di 260 milioni di passeggeri.

### Motivi del fallimento
A causa del processo civile tuttora in corso, alcune cause del fallimento di SAir Group non sono ancora state chiarite. Le seguenti cause vengono tuttavia ritenute le più importanti:
- Il consiglio di amministrazione scelse, con la strategia "Hunter", un'opzione molto rischiosa. La Star Alliance era interessata all'entrata di Swissair ma a causa della grossa influenza di Lufthansa questa alternativa fu scartata dai vertici di Swissair.
- La direzione della società ha sottovalutato i pericoli e i problemi che si sarebbero creati dall'acquisto di compagnie aeree fortemente indebitate. Le belga Sabena e la tedesca LTU furono acquisite nonostante necessitassero forti iniezioni di capitale. Inoltre la partecipazione nelle compagnie francesi (AOM, Air Liberté ed Air Littoral) impose grosse spese di ristrutturazione.
- Le cause dell'indebitamento sono da ricercarsi nella poco realistica applicazione della strategia "Hunter" e nella poca sorveglianza da parte del consiglio di amministrazione.
- Il disastro dello SR 111, avvenuto 3 anni prima, aveva indebolito l'immagine del vettore, considerato fino ad allora molto affidabile sotto il profilo della sicurezza.
- Gli attentati terroristici al World Trade Center di New York causarono una forte diminuzione di passeggeri nonché una marcata svalutazione del possibile prezzo di realizzo nella vendita di società del gruppo sane e finanziariamente appetibili (per es. l'azienda di catering Gate Gourmet e il rivenditore duty-free Nuance); di conseguenza i problemi di liquidità della compagnia si accentuarono.
- Il trasferimento delle attività di volo a Crossair fu bloccato dal mancato pagamento delle azioni Crossair a SAirGroup da parte delle banche (UBS e Credit Suisse). Pagamento che arrivò solo il giorno successivo al grounding.

### Processo giudiziario
Il 31 marzo 2006, dopo cinque anni d'indagine, la procura del canton Zurigo sporge denuncia contro 19 persone tra membri del consiglio di amministrazione (Eric Honegger, Vreni Spoerry, Lukas Mühlemann, Thomas Schmidheiny), amministratori delegati (Mario Corti, Philippe Bruggisser) e altri membri del consiglio di direzione per falsità in atti, amministrazione infedele e bancarotta fraudolenta. Inoltre sono pendenti o annunciate diverse procedure civili da parte del procuratore cantonale. Il processo in prima istanza cominciò il 16 gennaio 2007 nella Stadthalle di Bülach e durò fino al 9 marzo. La sentenza, pronunciata il 7 giugno, assolse pienamente tutti gli imputati, che ricevettero anche risarcimenti per le spese processuali tra gli 80 000 e i 500 000 franchi. La sentenza fu motivo di sdegno per molti politici e tanta gente comune. La procura cantonale zurighese, il canton Neuchâtel, lo Stato belga e la compagnia statale belga Société fédérale d'Investissements hanno inoltrato ricorso contro la sentenza. Il giudizio di appello confermerà l'assoluzione per tutti gli imputati nel giugno del 2008.

## Flotta

### Flotta attiva al momento del fallimento (ottobre 2001)
| Num. | Aeromobile              | Periodo di servizio    | Registrazione                    |
| ---- | ----------------------- | ---------------------- | -------------------------------- |
| 9    | Airbus A319-112         | dal 1996               | HB-IPR – HB-IPZ                  |
| 20   | Airbus A320-214         | dal 1995               | HB-IJA – HB-IJT                  |
| 12   | Airbus A321-111         | dal 1995               | HB-IOA – HB-IOL                  |
| 16   | Airbus A330-223         | dal 1998               | HB-IQA – HB-IQP                  |
| 19   | McDonnell Douglas MD-11 | dal 1991               | HB-IWA – HB-IWE, HB-IWG – HB-IWU |
| 9    | Airbus A340-300         | (ordinati per il 2002) | HB-JMA – HB-JMI                  |

### Storia della flotta
| Num. | Aeromobile                        | Periodo di servizio | Registrazione                                                                              |
| ---- | --------------------------------- | ------------------- | ------------------------------------------------------------------------------------------ |
| 1    | Fokker F.VIIa                     | 1931-1950           | HB-LBO                                                                                     |
| 8    | Fokker F.VIIb-3 m                 | 1931-1935           | HB-LBQ – HB-LBS, HB-LAN, HB-LAO, HB-LAK, CH-192, CH-193                                    |
| 2    | Dornier Merkur                    | 1931-1931           | CH-142, CH-171                                                                             |
| 1    | BFW/Messerschmitt M 18d           | 1931-1938           | HB-IME                                                                                     |
| 1    | Comte AC-4                        | 1931-1947           | HB-IKO                                                                                     |
| 2    | Lockheed L-9 Orion                | 1932-1936           | HB-LAH, HB-LAJ                                                                             |
| 2    | Clark General Aviation 43         | 1934-1936           | HB-LAM, HB-ITU                                                                             |
| 1    | Curtiss T-32 C Condor             | 1934                | CH-170                                                                                     |
| 6    | Douglas DC-2                      | 1934-1952           | HB-ISA, HB-ISI, HB-ATA, HB-ATE, HB-ATI, HB-ATO                                             |
| 3    | Junkers Ju 86                     | 1936-1939           | HB-IXA, HB-IXE, HB-IXI                                                                     |
| 3    | De Havilland D.H.89 Dragon Rapide | 1937-1954           | HB-APA, HB-APE, HB-APU                                                                     |
| 5    | Douglas DC-3                      | 1937-1955           | HB-IRA, HB-IRE, HB-IRI, HB-IRO, HB-IRU                                                     |
| 2    | Douglas DC-3D                     | 1946-1969           | HB-IRB, HB-IRC                                                                             |
| 7    | Douglas C-47B                     | 1946-1969           | HB-IRD, HB-IRF, HB-IRG, HB-IRL – HB-IRN, HB-IRX                                            |
| 2    | Douglas C-47A                     | 1947-1957           | HB-IRH, HB-IRK                                                                             |
| 4    | Douglas DC-4                      | 1946-1959           | HB-ILA, HB-ILE, HB-ILI, HB-ILO                                                             |
| 8    | Convair CV 240                    | 1949-1957           | HB-IRP, HB-IRS, HB-IRT, HB-IRV, HB-IRW, HB-IRY, HB-IRZ, HB-IMA                             |
| 7    | Douglas DC-6B                     | 1951-1962           | HB-IBA, HB-IBC, HB-IBE, HB-IBI, HB-IBO, HB-IBU, HB-IBZ                                     |
| 1    | Douglas C-54E                     | 1954-1959           | HB-ILU                                                                                     |
| 5    | Douglas DC-7C                     | 1956-1962           | HB-IBK – HB-IBN, HB-IBP                                                                    |
| 12   | Convair CV 440 Metropolitan       | 1956-1968           | HB-IMB – HB-IMD, HB-IMF – HB-IMH, HB-IMK – HB-IMN, HB-IMP, HB-IMR                          |
| 1    | Douglas DC-6A                     | 1958-1961           | HB-IBB                                                                                     |
| 9    | Sud Aviation Caravelle 3          | 1960-1971           | HB-ICR – HB-ICZ                                                                            |
| 2    | Convair CV 880-22M                | 1961-1962           | HB-ICL, HB-ICM                                                                             |
| 9    | Convair CV 990 A Coronado         | 1961-1975           | HB-ICA – HB-ICH                                                                            |
| 3    | Fokker F27 Friendship 100         | 1967-1971           | HB-AAV – HB-AAX                                                                            |
| 3    | Douglas DC-8-32                   | 1960-1976           | HB-IDA – HB-IDC                                                                            |
| 1    | Douglas DC-8-32/53                | 1963-1970           | HB-IDD                                                                                     |
| 5    | Douglas DC-8-62                   | 1960-1984           | HB-IDE – HB-IDG, HB-IDI, HB-IDL                                                            |
| 5    | Douglas DC-9-15                   | 1966-1968           | HB-IFA – HB-IFE                                                                            |
| 21   | Douglas DC-9-32                   | 1967-1988           | HB-IDO, HB-IDP, HB-IDR, HB-IFF – HB-IFI, HB-IFK – HB-IFP, HB-IFR – HB-IFV, HB-IFX – HB-IFZ |
| 2    | Douglas DC-8-62 CF                | 1968-1981           | HB-IDH, HB-IDK                                                                             |
| 1    | Douglas DC-9-33F                  | 1969-1984           | HB-IFW                                                                                     |
| 2    | Boeing 747-257B                   | 1971-1984           | HB-IGA, HB-IGB                                                                             |
| 11   | McDonnell Douglas DC-10-30        | 1972-1992           | HB-IHA – HB-IHI, HB-IHL, HB-IHM                                                            |
| 4    | Douglas DC-9-41                   | 1974-1975           | HB-IDV – HB-IDY                                                                            |
| 12   | Douglas DC-9-51                   | 1975-1988           | HB-ISK – HB-ISP, HB-ISR – HB-ISW                                                           |
| 15   | McDonnell Douglas MD-81           | 1980-1997           | HB-INA – HB-INP                                                                            |
| 2    | McDonnell Douglas DC-10-30ER      | 1982-1992           | HB-IHN, HB-IHO                                                                             |
| 5    | Boeing 747-357B                   | 1983-2000           | HB-IGC – HB-IGG                                                                            |
| 5    | Airbus A310-221                   | 1983-1995           | HB-IPA – HB-IPE                                                                            |
| 5    | Airbus A310-322                   | 1985-2000           | HB-IPF, HB-IPH, HB-IPI, HB-IPK, HB-IPN                                                     |
| 10   | Fokker 100                        | 1988-1996           | HB-IVA – HB-IVI, HB-IVK                                                                    |
| 1    | McDonnell Douglas MD-11           | 1991-1998           | HB-IWF                                                                                     |

## Media
Il film Grounding - Gli ultimi giorni di Swissair (2006) cerca di analizzare le cause e gli episodi chiave che hanno condotto al fallimento di SwissAir nel 2001 e al famoso grounding del 2 ottobre 2001. Inoltre la sciagura del volo Swissair 111 è stata analizzata nella puntata di indagini ad alta quota Fuoco a bordo.